# Doesn't Mean Anything
Doesn't Mean Anything is een nummer van de Amerikaanse r&b/soulzangeres Alicia Keys voor haar vierde studioalbum, The Element of Freedom, die op 11 december 2009 is uitgekomen. Het nummer werd op 15 september 2009 op het officiële YouTubekanaal van Keys geplaatst, en op 22 september werd het nummer uitgebracht voor radiostations en in Amerika op iTunes. In Nederland was het nummer al sinds 18 september via iTunes te downloaden.

## Hitnotering
| "Doesn't Mean Anything" in de Nederlandse Top 40 - binnen 24-10-2009 | "Doesn't Mean Anything" in de Nederlandse Top 40 - binnen 24-10-2009 | "Doesn't Mean Anything" in de Nederlandse Top 40 - binnen 24-10-2009 | "Doesn't Mean Anything" in de Nederlandse Top 40 - binnen 24-10-2009 | "Doesn't Mean Anything" in de Nederlandse Top 40 - binnen 24-10-2009 | "Doesn't Mean Anything" in de Nederlandse Top 40 - binnen 24-10-2009 | "Doesn't Mean Anything" in de Nederlandse Top 40 - binnen 24-10-2009 |
| Week                                                                 | 1                                                                    | 2                                                                    | 3                                                                    | 4                                                                    | 5                                                                    |                                                                      |
| -------------------------------------------------------------------- | -------------------------------------------------------------------- | -------------------------------------------------------------------- | -------------------------------------------------------------------- | -------------------------------------------------------------------- | -------------------------------------------------------------------- | -------------------------------------------------------------------- |
| Nummer                                                               | 37                                                                   | 30                                                                   | 27                                                                   | 28                                                                   | 34                                                                   | uit                                                                  |